# Jerry Siegel
Pour les articles homonymes, voir Siegel.
Œuvres principales
- Superman
- Action Comics 1

Jerome (Jerry) Siegel, né le 17 octobre 1914 à Cleveland dans l'Ohio et mort le 28 janvier 1996  à Los Angeles en Californie, est avec Joe Shuster le cocréateur de Superman, le premier super-héros apparu dans les pages d'un comics et l'un des personnages de fiction les plus célèbres du XXe siècle.

## Biographie

### Jeunesse
Fils d'immigrés Juif lituaniens, Siegel naît à Cleveland en Ohio aux États-Unis, le benjamin parmi six enfants. Son père Mitchell (né Mikhel Segalovich) est un peintre d'enseignes qui a ouvert son atelier et encourage les inclinaisons artistiques de son fils. Tragiquement, alors que Jerome Siegel est à l'école secondaire, son père meurt d'une crise cardiaque dans son magasin alors qu'il est cambriolé.
Siegel est un fan de cinéma et de bande dessinée, en particulier des « pulps » de science-fiction. Il prend une part active dans ce qui deviendrait fandom en correspondant avec d'autres fans de science fiction, dont le jeune Jack Williamson. En 1929 il publie ce qui pourrait être le premier fanzine de science fiction, Cosmic Stories, réalisé à l'aide d'une machine à écrire et promu dans les petites annonces du magazine Science Wonder Stories. Il publie plusieurs petits fascicules durant les quelques années qui suivirent.
Siegel étudie à l'école secondaire de Cleveland, dans le quartier de Glenville, et y travaille pour l'hebdomadaire des étudiants, La Torche. C'est dans cette école, en 1931, qu'il devient ami avec son futur collaborateur Joe Shuster. En effet, ayant appris qu'il dessinait des bandes dessinées, il le contacte pour qu'il illustre ses scénarios. Siegel bien qu'il soit un étudiant timide, acquiert une certaine renommée parmi ses pairs pour sa parodie populaire de Tarzan, Goober the Mighty dessinée par Shuster. En janvier 1933, dans un fanzine qu'ils publient intitulé Science Fiction, Siegel et Shuster créent leur premier Superman. Si on trouve quelques points communs avec leur future création, l'essentiel de la nouvelle illustrée traite d'un homme qui soudainement acquiert des super-pouvoirs et veut en profiter pour faire le mal.
Le fanzine cesse de paraître au numéro cinq et Siegel et Shuster commencent à présenter des projets aux éditeurs de comic strip. Tous sont refusés, aussi les deux artistes de tournent vers le monde naissant du comic book et tentent de placer une nouvelle version de Superman. Ils n'ont cependant pas plus de chance avec ce projet qu'ils laissent finalement dans un placard.

### Superman
En octobre 1936, pour l'éditeur de comics National Allied Publications tous deux créent le personnage de Doctor Occult qui paraît dans le sixième numéro du comic book New Fun Comics. Ils créent aussi, pour le même éditeur, Slam Bradley dont le premier épisode paraît en mars 1937 dans le premier numéro de Detective Comics. 
Ils utilisèrent le personnage de Superman dans des histoires courtes et dans une bande dessinée en 1932. En 1938 ils le vendirent à Detective Comics, qui plaça Superman sur la couverture de leur premier numéro d'Action Comics en juin.

### Départ de DC Comics
En 1946, le duo essuya des démêlés judiciaires avec DC à propos des droits sur Superman, et après un combat de deux ans ils abandonnèrent leurs prétentions sur le personnage en échange d'environ 200 000 $. Il continua d'écrire occasionnellement des histoires anonymes.
Siegel devint directeur artistique chez Ziff Davis dans les années 1950 mais quitta ce travail peu après.
Dans les années 1960, alors qu'il connaît des difficultés financières, il est contacté par James Warren pour écrire des scénarios destinés aux magazines Creepy ou Eerie. Son écriture est cependant trop datée pour s'adapter au style moderne des bandes dessinées fantastiques. James Warren, par respect pour le créateur de Superman qu'il admirait étant enfant et pour l'aider dans cette passe difficile, achète les deux scénarios mais les fait réécrire par Archie Goodwin le responsable éditorial des revues.
En 1968, il travailla chez Western Publishing où il écrivit avec Carl Barks les histoires des castors juniors, puis en 1972 chez Mondadori Editore pour le magazine italien Topolino (la publication Disney locale).
En 1978, il recommença avec Shuster ses poursuites contre DC Comics à propos des droits sur Superman et ils gagnèrent chacun une rente annuelle de 35 000 $ pour le restant de leur vie. Depuis lors, tous les comics, séries télévisées, films et jeux vidéo mettant en scène Superman sont obligés de mentionner le fait que Superman a été créé par Jerome Siegel et Joseph Shuster.
En 1986, on proposa à Siegel d'écrire une fin « imaginaire » à Superman, qui suivrait l'histoire Crisis on Infinite Earths et la mini-série Man of Steel, qui réintroduisait Superman. Il refusa.

## Analyse
Jerry Siegel apporte dans les comics qu'il crée ses opinions nées de ses origines juives, de ses lectures et de ses fréquentations. Ceci est visible clairement dans le premier épisode de Superman dans lequel celui-ci ne combat pas de monstres, de robots ou de criminels dotés de super pouvoir mais cherche à corriger le mal commun qui existe aux États-Unis (erreur judiciaire, violence conjugale, corruption, etc.). Cependant, au bout d'un an de publication ces questions perdent de l'importance et Superman est de plus en plus confronté à des super-vilains.

### Influences
Shuster et lui ont créé Superman, se basant en partie sur des mythes comme Hercule et en partie sur le roman de Philip Wylie Gladiator (1932). Ils font aussi référence à Moïse, ils comparent des symboles comme, la nacelle spatiale dérivant dans l'espace et le berceau flottant sur le Nil, les parents adoptifs qui lui donnent le prénom de Clark se référant à la sœur de Pharaon qui donna à l'enfant trouvé le nom de Moïse. Puis déguisé comme reporter il vient sans cesse au secours de la veuve et l'orphelin, à l'instar du prince d’Égypte, en définitive l'hébreu Moïse, combattant l'injustice et cachant au début ses origines. 

## Créations
- Brainiac 5 cocréateur Jim Mooney
- Doctor Occult cocréateur Joe Shuster
- Spectre (comics) cocréateur Bernard Baily
- Invisible Kid cocréateur Jim Mooney
- Lightning Lord cocréateur Curt Swan
- Lyla Lerrol cocréateur Wayne Boring
- Matter-Eater Lad cocréateur John Forte
- Triplicate Girl cocréateur Jim Mooney
- Shrinking Violet (Salu Digby) cocréateur Jim Mooney
- Phantom Girl cocréateur Jim Mooney
- Bouncing Boy cocréateur Jim Mooney
- Reep Daggle cocréateur Jim Mooney
- Sun Boy cocréateur Jim Mooney
- Ultra-Humanite cocréateur Joe Shuster
- Ultra Boy cocréateur Curt Swan
- Whizzy cocréateur Jim Mooney

## Récompenses
- 1971 : Temple de la renommée de l'ACBA
- 1975 : Prix Inkpot
- 1985 :  Prix Adamson du meilleur auteur international pour l'ensemble de son œuvre
- 1992 : Temple de la renommée Will Eisner
- 1993 : Temple de la renommée Jack Kirby
- 2005 : Prix Bill Finger (posthume)